# Ona (singel Iry)
Ona – utwór zespołu IRA pochodzący z trzeciego albumu grupy, 1993 rok wydanego w kwietniu 1993 roku. Utwór został umieszczony na siódmej pozycji na płycie.
Tekst utworu opowiada o pewnej kobiecie, dzięki której spełniły się wszystkie marzenia. Tekst do piosenki napisał wokalista grupy Artur Gadowski.
Początek utwory zaczyna się lekkim "balladowym" akcentem, jednak po chwili utwór zyskuje na ciężkości melodyjnych gitarowych riffów, oraz solówki gitarowej w wykonaniu kompozytora grupy, gitarzysty Piotra Łukaszewskiego.
Utwór Ona dość często pojawiał się na koncertach zespołu, mimo to nie wszedł w skład piosenek zawartych na albumie koncertowym IRA Live, wydanego w grudniu 1993 roku.
Piosenka niemalże regularnie pojawiała się za to na koncertach akustycznych, m.in. została zagrana podczas koncertu "Bez prądu" w studiu Polskiego Radia Łódź, który się odbył w kwietniu 1994 roku.
Obecnie od momentu reaktywacji grupy pod koniec 2001 roku, utwór Ona nie jest w ogóle grany na koncertach zespołu.

## Inne wersje
- Akustyczna wersja z koncertu "Bez prądu" w studiu polskiego radia w Łodzi w kwietniu 1994 roku

## Twórcy
IRA
- Artur Gadowski – śpiew, chór
- Wojtek Owczarek – perkusja
- Piotr Sujka – gitara basowa, chór
- Kuba Płucisz – gitara rytmiczna
- Piotr Łukaszewski – gitara prowadząca

Produkcja
- Nagrywany oraz miksowany: 8 lutego – marzec 1993 w Studio S-4 w Warszawie
- Producent muzyczny: Leszek Kamiński
- Realizator nagrań: Leszek Kamiński
- Montaż płyty: Krzysztof Audycki
- Aranżacja: Piotr Łukaszewski
- Tekst piosenki: Artur Gadowski
- Zdjęcia wykonał: Dariusz Majewski
- Projekt graficzny: Zbigniew Majerczyk
- Pomysł okładki: Wojtek Owczarek oraz Marek Maj
- Sponsor zespołu: Mustang Poland